# Lago Burmeister
Lago Burmeister är en sjö i Argentina.   Den ligger i provinsen Santa Cruz, i den södra delen av landet, 1 900 km sydväst om huvudstaden Buenos Aires. Lago Burmeister ligger 903 meter över havet. Arean är 12,8 kvadratkilometer. Den sträcker sig 2,6 kilometer i nord-sydlig riktning, och 11,2 kilometer i öst-västlig riktning.
Trakten runt Lago Burmeister består i huvudsak av gräsmarker. Trakten runt Lago Burmeister är nära nog obefolkad, med mindre än två invånare per kvadratkilometer.